# Sister Hazel (album)
Sister Hazel è il primo ed eponimo album in studio del gruppo musicale statunitense Sister Hazel, pubblicato nel 1994.

## Tracce
1. Feel It - 4:39
2. Sometimes - 5:19
3. All for You - 3:24
4. Will Not Follow - 4:10
5. One Nation - 3:44
6. Used to Run - 3:23
7. Little Things - 4:47
8. Space Between Us - 5:03
9. Don't Think It's Funny - 3:39
10. Running Through the Fields - 4:57
11. Bring It on Home (to Me) - 2:29

## Formazione
- Ken Block – voce, chitarra acustica
- Jett Beres – basso, cori
- Andrew Copeland – chitarra, cori
- Ryan Newell – chitarra, cori
- Mark Trojanowski – batteria